# Nuoto ai campionati mondiali di nuoto 2009 - Staffetta 4x200 metri stile libero maschile
La staffetta 4x200 metri stile libero maschile ai campionati mondiali di nuoto 2009 si è svolta al complesso natatorio del Foro Italico di Roma, in Italia.
Le qualifiche per la finale si sono svolte la mattina del 31 luglio 2009, mentre la finale si è svolta la sera dello stesso giorno.

## Medaglie
| Posizione | Atleti                                                                                                 | Paese       |
| --------- | --- | ----------- |
|           | Michael Phelps Ricky Berens David Walters Ryan Lochte Daniel Madwed* Davis Tarwater* Peter Vanderkaay* | Stati Uniti |
|           | Nikita Lobintsev Michail Polishuk Danila Izotov Alexander Sukhorukov Evgeniy Lagunov* Sergei Perunin*  | Russia      |
|           | Kenrick Monk Robert Hurley Tommaso D'Orsogna Patrick Murphy Nick Ffrost* Kirk Palmer*                  | Australia   |

* Atleti che hanno partecipato solo alle batterie.

## Record
Prima di questa manifestazione il record del mondo (WR) e il record dei campionati (CR) erano i seguenti.
|  | 6'58"56 | Michael Phelps (1:43.31) Ryan Lochte (1:44.28) Ricky Berens (1:46.29) Peter Vanderkaay Stati Uniti | 12 agosto 2008 Pechino, Cina       |
|  | 7'03"24 | Michael Phelps (1:45.36) Ryan Lochte (1:45.86) Klete Keller (1:46.31) Peter Vanderkaay Stati Uniti | 30 marzo 2007 Melbourne, Australia |

Durante l'evento sono stati migliorati i seguenti record:
| Data      | Evento | Atleta                           | Nazione     | Tempo   | Record |
| --------- | ------ | -------------------------------- | ----------- | ------- | ------ |
| 31 luglio | Finale | Phelps, Berens, Walters e Lochte | Stati Uniti | 6'58"55 |        |

## Risultati qualifiche
| Pos. | Nazione                       | Atleti | Tempo   | Batteria | Corsia | Note |
| ---- | ----------------------------- | --- | ------- | -------- | ------ | ---- |
| 1    | Stati Uniti                   | Ricky Berens (1:44.95) Daniel Madwed (3:30.58) Davis Tarwater (5:18.52) Peter Vanderkaay (7:03.30)                | 7:03.30 | 3        | 4      |      |
| 1    | Giappone                      | Shogo Hihara (1:46.75) Yoshihiro Okumura (3:31.48) Shunsuke Kuzuhara (5:17.89) Takeshi Matsuda (7:03.30)          | 7:03.30 | 3        | 3      |      |
| 3    | Australia                     | Nick Ffrost (1:46.93) Robert Hurley (3:32.89) Kirk Palmer (5:19.54) Tommaso D'Orsogna (7:05.56)                   | 7:05.56 | 1        | 4      |      |
| 4    | Germania                      | Paul Biedermann (1:44.02) Felix Wolf (3:32.27) Yannick Lebherz (5:19.81) Clemens Rapp (7:05.62)                   | 7:05.62 | 3        | 6      |      |
| 5    | Regno Unito                   | Robert Renwick (1:46.11) Andrew Hunter (3:32.96) David Davies (5:19.73) David Carry (7:06.11)                     | 7:06.11 | 1        | 5      |      |
| 6    | Russia                        | Evgeniy Lagunov (1:48.30) Michail Polishuk (3:33.23) Sergei Perunin (5:19.76) Alexander Sukhorukov (7:06.44)      | 7:06.44 | 2        | 4      |      |
| 7    | Sudafrica                     | Jean Basson (1:45.99) Darian Townsend (3:32.21) Jan Albert Venter (5:19.99) Sebastien Rousseau (7:08.01)          | 7:08.01 | 2        | 3      | NR   |
| 8    | Italia                        | Cesare Sciocchetti (1:47.81) Massimiliano Rosolino (3:36.07) Gianluca Maglia (5:21.67) Damiano Lestingi (7:08.07) | 7:08.07 | 3        | 5      |      |
| 9    | Ungheria                      | László Cseh (1:45.78) NR Péter Bernek (3:33.66) Zoltan Pouazsay (5:21.65) Gergő Kis (7:08.24)                     | 7:08.24 | 2        | 6      | NR   |
| 10   | Brasile                       | Thiago Pereira (1:46.57) Rodrigo Castro (3:34.80) Lucas Salatta (5:23.28) Nicolas Oliveira (7:09.71)              | 7:09.71 | 3        | 2      |      |
| 11   | Canada                        | Colin Russell (1:47.81) Stefan Hirniak (3:33.43) Blake Worsley (5:22.14) Joel Greenshields (7:09.91)              | 7:09.91 | 2        | 5      |      |
| 12   | Polonia                       | Paweł Korzeniowski (1:46.59) Konrad Czerniak (3:34.08) Lukasz Wojt (5:22.33) Pawel Rurak (7:12.10)                | 7:12.10 | 1        | 6      |      |
| 13   | Portogallo                    | Cesar Faria (1:49.30) Jorge Maia (3:38.97) Diogo Carvalho (5:27.80) Fabio Pereira (7:16.48)                       | 7:16.48 | 2        | 2      |      |
| 14   | Belgio                        | Glenn Surgeloose (1:49.66) Pholien Systermans (3:38.60) Stef Verachten (5:28.08) Yoris Grandjean (7:17.43)        | 7:17.43 | 2        | 0      |      |
| 15   | Cina                          | Yang Sun (1:51.30) Tong Xin (3:41.57) Tengfei Shi (5:31.11) Zuo Chen (7:20.50)                                    | 7:20.50 | 1        | 3      |      |
| 16   | Venezuela                     | Daniele Tirabassi (1:49.77) Roberto Gomez (3:41.08) Alejandro Gomez (5:32.11) ACUÑA Crox (7:20.56)                | 7:20.56 | 1        | 2      |      |
| 17   | Svizzera                      | David Karasek (1:49.46) Dominik Meichtry (3:38.13) Duncan Furrer (5:31.13) Simon Rabold (7:22.63)                 | 7:22.63 | 1        | 9      |      |
| 18   | Kazakistan                    | Artur Dilman (1:54.76) Oleg Rabota (3:46.40) Stanislav Kuzmin (5:40.10) Dmitriy Gordiyenko (7:33.08)              | 7:33.08 | 3        | 7      |      |
| 19   | Uzbekistan                    | Petr Romashkin (1:53.01) Danil Bugakov (3:46.48) Sobitjon Amilov (5:40.77) Daniil Tulupov (7:34.71)               | 7:34.71 | 1        | 7      |      |
| 20   | Taipei cinese                 | ChiChieh Hsu (1:52.70) JuiTing Chien (3:46.07) KaiWen Pan (5:41.70) KuanTing Lin (7:36.83)                        | 7:36.83 | 2        | 1      |      |
| 21   | Singapore                     | Kai Quan Yeo (1:57.33) Wen Hao Joshua Lim (3:50.00) Xue Wei Nicholas Tan (5:43.98) Clement Lim (7:38.54)          | 7:38.54 | 2        | 7      |      |
| 22   | India                         | Mandar Divase (2:00.23) Virdhawal Khade (4:01.77) Rehan Poncha (6:06.75) Ashwin Menon (8:07.84)                   | 8:07.84 | 1        | 1      |      |
| 23   | Emirati Arabi Uniti           | Mohammed Al Ghaferi (2:00.57) Ali Al Kaabi (4:03.27) Mubarak Al Besher (6:07.90) Obaid Aljesmi (8:07.89)          | 8:07.89 | 2        | 8      |      |
| 24   | Macao                         | Tong Antonio (2:00.51) Kuan Fong Lao (4:03.03) Wing Cheung Victor Wong (6:04.91) Pok Man Ngou (8:08.63)           | 8:08.63 | 3        | 8      |      |
| 25   | Malta                         | Neil Agius (1:59.92) Edward Caruana Dingli (4:03.47) Mark Sammut (6:08.16) Andrea Agius (8:11.66)                 | 8:11.66 | 2        | 9      |      |
| 26   | Albania                       | Endi Babi (1:58.90) Mario Sulkja (4:13.11) Jon Pepaj (6:20.14) Sidni Hoxha (8:25.33)                              | 8:25.33 | 3        | 0      |      |
| 27   | Isole Marianne Settentrionali | Eli Ebenezer Wong (2:02.46) Cooper Graf (4:18.75) Shin Kimura (6:33.82) Kailan Staal (8:35.74)                    | 8:35.74 | 1        | 8      |      |

## Risultati finale
| Pos. | Nazione     | Atleti | Corsia | Tempo   | Note |
| ---- | ----------- | --- | ------ | ------- | ---- |
|      | Stati Uniti | Michael Phelps (1:44.49) Ricky Berens (3:28.62) David Walters (5:14.09) Ryan Lochte (6:58.55)                | 4      | 6:58.55 | WR   |
|      | Russia      | Nikita Lobintsev (1:45.10) Michail Polishuk (3:30.52) Danila Izotov (5:15.00) Alexander Sukhorukov (6:59.15) | 7      | 6:59.15 | ER   |
|      | Australia   | Kenrick Monk (1:46.00) Robert Hurley (3:32.47) Tommaso D'Orsogna (5:17.29) Patrick Murphy (7:01.65)          | 3      | 7:01.65 | OR   |
| 4    | Giappone    | Sho Uchida (1:45.90) Yoshihiro Okumura (3:31.73) Shogo Hihara (5:17.72) Takeshi Matsuda (7:02.26)            | 5      | 7:02.26 | NR   |
| 5    | Germania    | Paul Biedermann (1:42.81) Felix Wolf (3:30.46) Yannick Lebherz (5:17.77) Clemens Rapp (7:03.19)              | 6      | 7:03.19 | NR   |
| 6    | Italia      | Emiliano Brembilla (1:46.29) NR Gianluca Maglia (3:32.14) Marco Belotti (5:17.60) Filippo Magnini (7:03.48)  | 8      | 7:03.48 | NR   |
| 7    | Regno Unito | Robert Renwick (1:45.99) Robert Bale (3:33.17) David Carry (5:19.58) Ross Davenport (7:05.67)                | 2      | 7:05.67 | NR   |
| 8    | Sudafrica   | Jean Basson (1:46.13) Darian Townsend (3:32.94) Jan Albert Venter (5:20.07) Sebastien Rousseau (7:08.51)     | 1      | 7:08.51 |      |

## Curiosità
- L'Italia si era qualificata con l'8º tempo per la finale, ma i telecronisti RAI Sandro Fioravanti e Luca Sacchi vedevano un cambio anticipato tra il 2° (Massimiliano Rosolino) e il 3° staffettista (Gianluca Maglia), tanto che i tecnici, avvertiti via SMS di quanto avevano visto i telecronisti RAI, avevano aspettato con una certa ansia l'ufficializzazione del risultato. Alla fine nessuna squalifica, ne tantomeno le immagini TV rallentate facevano notare anomalie nel cambio. Tramite i dati ufficiali, è stato alla fine riscontrato che il tempo intercorso tra il tocco di Massimiliano Rosolino e il tuffo di Gianluca Maglia risultava essere di -0"02, con la tolleranza fissata a -0"03. Quindi da un abbaglio dei telecronisti si creò una inutile apprensione.